# 牛奶袋外袋装牛奶
《牛奶袋外袋装牛奶》是由尼基塔·克留科夫開發的一款視覺小說。遊戲講述一個有心理創傷的少女，入睡前胡思亂想的故事。

## 遊戲內容
《牛奶袋外袋装牛奶》的故事緊接著前作《牛奶袋里袋装牛奶》，講述少女在便利店買牛奶回家後發生的事情。遊戲採用了視覺小說遊玩方式，部分內容採用點擊式冒險遊戲玩法，玩家扮演少女腦中構思出來的幻人，通過與少女對話，探索少女房間內的物品，了解少女過去的經歷和遭受的心理創傷。遊戲只有一個存檔，根據玩家探索程度，會進入不同結局。

## 開發及發行
《牛奶袋外袋装牛奶》由俄羅斯獨立遊戲開發者尼基塔·克留科夫開發，2021年5月6日，尼基塔·克留科夫在Steam上發佈遊戲的商店頁面，遊戲預計支持英文和俄文。2021年12月16日，在Steam正式發售。2022年7月19日，由渡邊里菜和高橋温翻譯的日文版推出。2022年11月11日，發行商Forever Entertainment宣佈在任天堂Switch上推出《牛奶袋里袋装牛奶和牛奶袋外袋装牛奶》，該版本包含前作《牛奶袋里袋装牛奶》和《牛奶袋外袋装牛奶》兩個遊戲。2022年11月18日，加拿大唱片公司Very Ok Vinyl推出收錄遊戲原聲帶的密紋唱片。

## 評價
遊戲在Steam發佈後，獲得壓倒性好評。觸樂、Game Rant、《PC Gamer》和IGN日本均稱讚遊戲相比前作有明顯進步，在《PC Gamer》摘文稱讚該作獨特的敘事和寫作風格相比前作更上一層樓。觸樂編輯刘翁婳認為該作相比前作，內容和互動性都明顯增加。遊戲最大的缺點是只有一個存檔位置，不便於體驗遊戲的不同結局。
美術和演出方面，Game Rant評論員布列塔尼·芬利表示遊戲延續前作的像素美術風格，不過更為「複雜和細緻」，同時保留了那種嚴重的不適感。她稱讚該作是像素美術風格如何塑造出恐怖氣氛的好例子，配以簡單的音樂就能讓玩家感到不安。IGN日本評論員池田伸次稱該作在一眾描述精神障礙的遊戲中脫穎而出，遊戲演出極具表現力，一些演出和描述能讓人聯想到自殺。
IGN日本和《PC Gamer》評論員認為作品能讓玩家更了解精神障礙患者遇到的問題，凱里·布朗斯基在《PC Gamer》發文稱遊戲有多個結局，但是玩家無論怎麼努力，都幫不到少女。遊戲以這種方式讓玩家體驗到少女在日常中對抗疾病的感受，不斷努力穩定自己的病情，只是看不到任何成功的曙光。

## 外部連結
- 《牛奶袋外袋装牛奶》在視覺小說數據庫的頁面 （英文）